# Ліва (Тирва)
Лі́ва (ест. Liva küla) — село в Естонії, у волості Тирва повіту Валґамаа.

## Населення
Чисельність населення на 31 грудня 2011 року становила 19 осіб.

## Географія
Поблизу населеного пункту проходить автошлях 73 (Тирва — Пікасілла).

## Історія
До 21 жовтня 2017 року село входило до складу волості Пидрала.